# Vare, Hylte kommun
Vare är en by i Södra Unnaryds distrikt (Södra Unnaryds socken) i västra Småland som sedan 1974 tillhör Hylte kommun och Hallands län. Byn ligger åtta kilometer nordväst om tätorten Unnaryd vid länsväg N 886, nära vägskälet där denna väg möter länsväg N 870.
Vare är en relativt stor by. I byns östra område vid Korpkullen nära bykärnan finns ett järnåldersgravfält. Här finns de flesta av äldre järnålderns gravtyper representerade. Vid vägen intill byns södra del finns en milsten från 1872. Byvägen utgör den äldre sträckningen av landsvägen Färgaryd-Jälluntofta-Unnaryd. Bybebyggelsen är huvudsakligen uppförd mellan 1850 och 1910. I samband med laga skiftet och utflyttning av gårdar på 1860-talet uppfördes likadana mangårdsbyggnader på tre av gårdarna.